# الوند گلپایگان

قله الوند گلپایگان یکی از مهمترین و مرتفع‌ترین قله‌های شهرستان گلپایگان است.

## اطلاعات
این رشته کوه جهتی شمال غربی به جنوب شرقی در شمال شهرستان گلپایگان قرار گرفته‌است. بلندترین قله آن 3138 متر ارتفاع دارد. جانپناه مخروبه‌ای روی خط الراس و در مسیر صعود در ارتفاع تقریبی ۲۷۰۰ قرار دارد. از جنوب و شمال مسیرهای مختلفی برای صعود به این کوه وجود دارد که معروف‌ترین مسیر جنوبی مسیر چشمه خضر است و جاده آن با طولی در حدود ۴ کیلومتر خاکی می‌باشد. جاده مسیر شمالی طولانی‌تر اما آسفالت است و به زیارتگاهی موسوم به گوشه در دامنه این کوه منتهی می‌شود.
مهمترین جانپناه این کوه معروف به تخت رستم یا به اصطلاح محلی «کول خران» است.